# Travis Oliver
Travis Oliver (ur. w Belgii) – angielski aktor i kompozytor.
Urodził się w Belgii, ale wychowywał się w pobliżu Farnham w regionie South East England, w hrabstwie Surrey, gdzie uczęszczał do Frensham Heights School, w tym samym czasie co koledzy aktorzy Tobias Menzies i Jim Sturgess. Jednak dopiero po uzyskaniu stopnia licencjata z ekonomii w University College London w Londynie, zaczął uczyć się aktorstwa w Drama Studio London.

## Filmografia

### Filmy fabularne
- 2003: Unbelievably British jako Hugh
- 2008: Ja i Orson Welles (Me and Orson Welles) jako John Hoyt
- 2008: All That’s Left jako Chris Cain
- 2009: Lesbian Vampire Killers jako Steve
- 2009: Lesbian Vampire Killers jako
- 2009: Enid jako Kapral Alexander Morris
- 2010: Don’t Call Back jako Wilson

### Seriale TV
- 2003-2004: Lekarze (Doctors) jako Jake McQueen
- 2004: Północ Południe (North & South) jako kapitan Maxwell Lennox
- 2004: Szpital Holby City (Holby City) jako Martin Kerman
- 2005-2006: Footballers’ Wives: Extra Time (Footballers Wive$: Extra Time) jako Oliver Ryan
- 2007: Doktor Who (Doctor Who) jako Milo
- 2008: The Last Enemy jako Maż Eleanory
- 2008: Hotel Babylon jako Giles Hamilton
- 2010: Comedy Showcase jako Frank
- 2010: Na sygnale (Casualty) jako James Molloy
- 2011: Threesome jako Ben

### Gry komputerowe
- 2004: Soldiers: Ludzie honoru (Soldiers: Heroes of World War II) jako amerykański żołnierz (głos)
- 2007: Everything to Dance For jako Mark